# 加爾諾伊基興
加爾諾伊基興是奧地利的城鎮，位於該國東北部，由上奧地利負責管轄，面積5.2平方公里，海拔高度337米，該地區自石器時代初期有人類居住，2012年人口6,181。